# Shasta Lake
Shasta Lake – miasto w Stanach Zjednoczonych, w stanie Kalifornia, w hrabstwie Shasta.